# Quenton Jackson
Quenton Jackson (Los Ángeles, California, 15 de septiembre de 1998) es un baloncestista estadounidense que pertenece a la plantilla de los Indiana Pacers de la NBA, con un contrato dual que le permite jugar con su filial en la G League, los Indiana Mad Ants. Con 1,96 metros de estatura, juega en la posición de escolta.

## Trayectoria deportiva

### Universidad
Jackson comenzó su carrera universitaria en el College of Central Florida. Como estudiante de segundo año, promedió 18,3 puntos, 5,2 rebotes y tres asistencias por partido. Tras dos temporadas fue transferido a Texas A&M, eligiendo a los Aggies sobre Arkansas, LSU, Texas y West Virginia.
Jugó tres temporadas con los Aggies, en las que promedió 11,9 puntos, 3,1 rebotes, 1,8 asistencias y 1,5 robos de balón por partido. En su última temporada fue incluido en el segundo mejor quinteto de la Southeastern Conference.

#### Estadísticas
| Año     | Equipo    | PJ | PT | MPP  | %TC  | %3P  | %TL  | RPP | APP | ROB | TPP | PPP  |
| ------- | --------- | -- | -- | ---- | ---- | ---- | ---- | --- | --- | --- | --- | ---- |
| 2019–20 | Texas A&M | 29 | 8  | 23.6 | .366 | .244 | .760 | 2.9 | 1.6 | 1.2 | 0.2 | 8.8  |
| 2020–21 | Texas A&M | 18 | 10 | 23.4 | .474 | .411 | .736 | 2.4 | 1.7 | 1.2 | 0.2 | 10.4 |
| 2021–22 | Texas A&M | 40 | 15 | 26.4 | .490 | .346 | .828 | 3.5 | 2.0 | 1.8 | 0.6 | 14.8 |
| Total   | Total     | 87 | 33 | 24.8 | .453 | .330 | .793 | 3.1 | 1.8 | 1.5 | 0.4 | 11.9 |

### Profesional
Tras no ser elegido en el Draft de la NBA de 2022, el 13 de septiembre firmó contrato con los Washington Wizards, pero fue despedido el 15 de octubre, uniéndose a la plantilla de su filial en la G League, los Capital City Go-Go.
El 12 de febrero de 2023 firmó un contrato dual con los Wizards. Pero fue cortado el 24 de julio.
El 8 de septiembre de 2023 firmó con los Chicago Bulls, pero fue despedido el 16 de octubre. El 9 de noviembre se incorporó a los Windy City Bulls.
El 4 de marzo de 2024 firmó un contrato dual con los Indiana Pacers.

## Estadísticas de su carrera en la NBA

### Temporada regular
| Año     | Equipo     | PJ | PT | MPP  | %TC  | %3P  | %TL   | RPP | APP | ROB | TPP | PPP |
| ------- | ---------- | -- | -- | ---- | ---- | ---- | ----- | --- | --- | --- | --- | --- |
| 2022-23 | Washington | 9  | 0  | 15.0 | .452 | .083 | .773  | .9  | 1.7 | .4  | .1  | 6.2 |
| 2023-24 | Indiana    | 3  | 0  | 3.5  | .000 | —    | 1.000 | 1.3 | .7  | .3  | .0  | .7  |
| 2024-25 | Indiana    | 28 | 7  | 13.6 | .475 | .375 | .775  | 1.6 | 1.9 | .8  | .2  | 5.8 |
| Total'  | Total'     | 40 | 7  | 13.2 | .467 | .308 | .781  | 1.4 | 1.8 | .7  | .2  | 5.5 |